# Cómoda

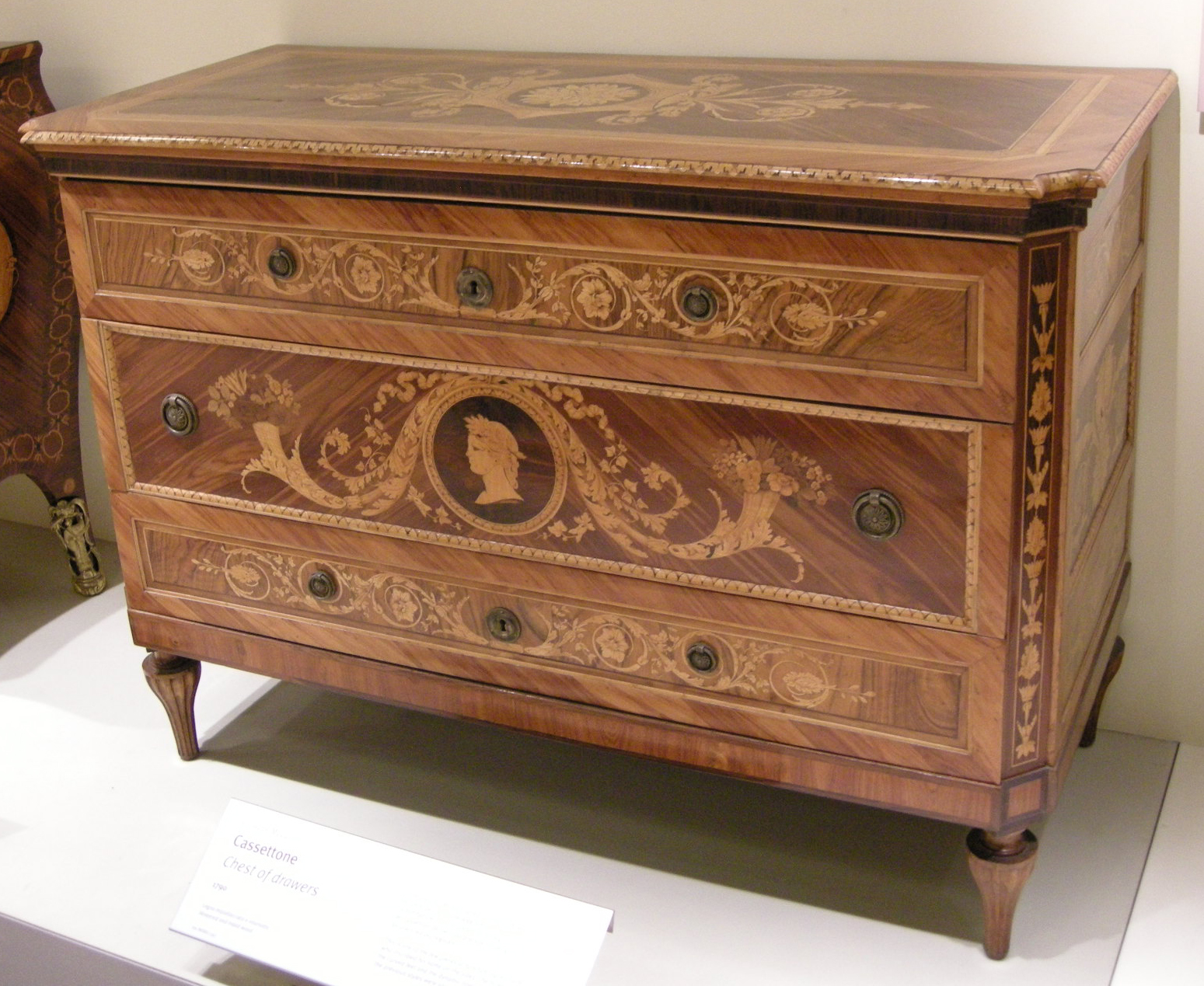
Lujoso ejemplar de cómoda italiana («cassettone») diseñada por Giuseppe Maggiolini en 1790.

Una cómoda es un mueble bajo y de amplios cajones para guardar la ropa o diferentes objetos. Su origen se sitúa en la Francia del final del siglo XVII, y con tal nombre (commode, mueble accesible de cajones, que se abre por medio de puertas) se documenta desde 1708, omnipresente en el mobiliario de la aristocracia y la burguesía adinerada.

## Origen
Se ha supuesto que la cómoda toma su origen del arcón tradicional, al que se le añaden cajones y unas patas. En un principio presentaba un solo cuerpo que luego se subdividió en varios cajones o cofres superpuestos, siendo las más habituales las cómodas de tres cajones. En los modelos antiguos más sofisticados y ricos, la decoración incluye trabajos de marquetería, con patas torneadas en forma de bola o con pies en ángulo. La funcionalidad en la industria del mueble la hizo evolucionar hacia formas de mayor sobriedad, simpleza y menor valor.
Durante la Antigüedad y la Edad Media, los objetos se conservaban y transportaban notablemente en cofres de madera con o sin pies provistos de tapa abatible. Una primera novedad es la instalación de un cajón bajo el compartimento principal (cajas con cajones). Aunque el mobiliario se democratizó en el siglo XVIII, las cómodas de los gabinetes permanecieron hasta el siglo XIX como un mueble caro reservado para gente rica.
En Francia las primeras cómodas aparecieron en los años 1690. Primero se llamaron burós, mesas en buró, luego burós en cómoda y llevaron su nombre actual de 1708, convirtiéndose en el mueble más fabricado.

## El apogeo de la cómoda en elsigloXVIII

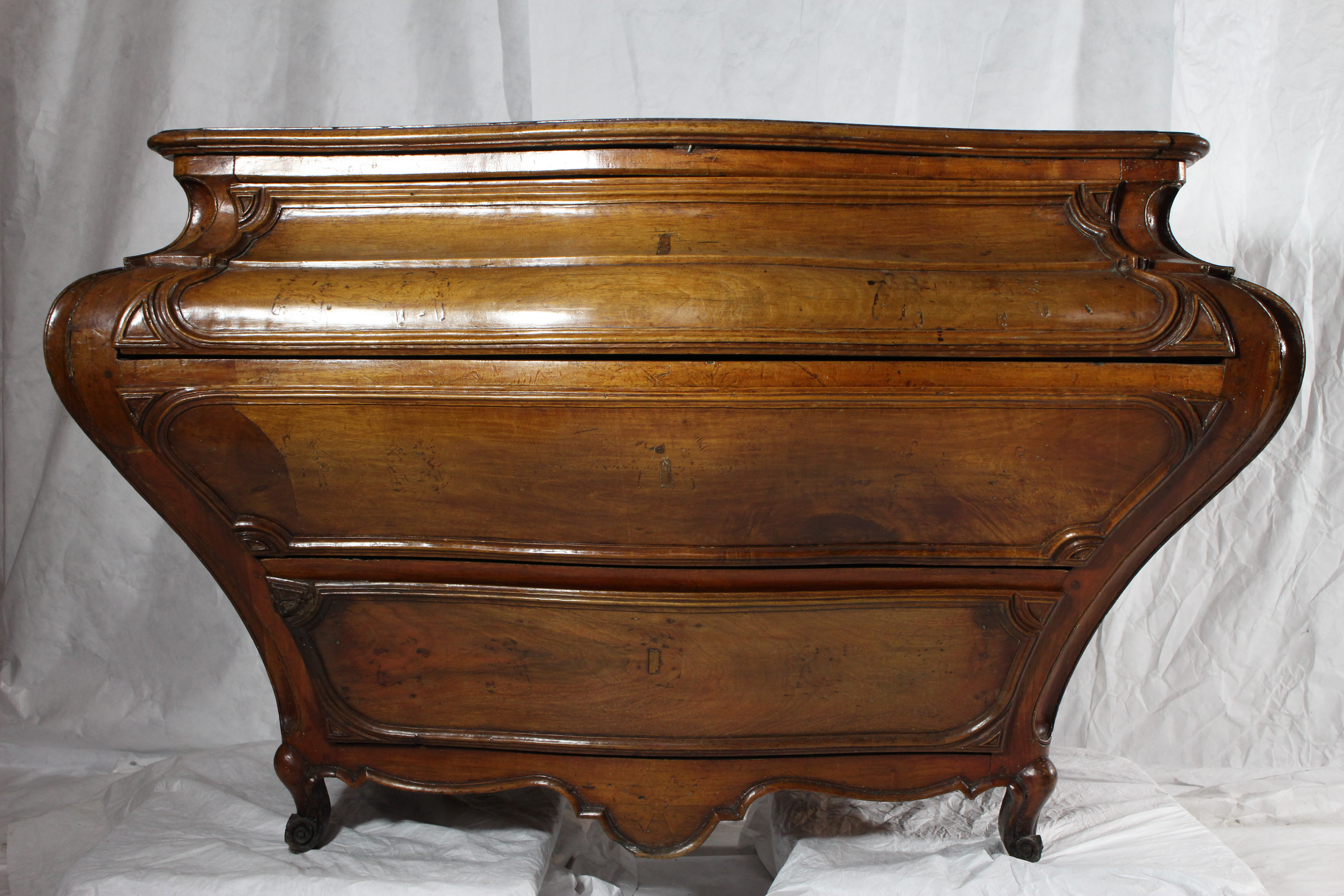
"Cómoda en tombeau" francesa, primera mitad del. (Museo de Hospicios Civiles de Lyon)

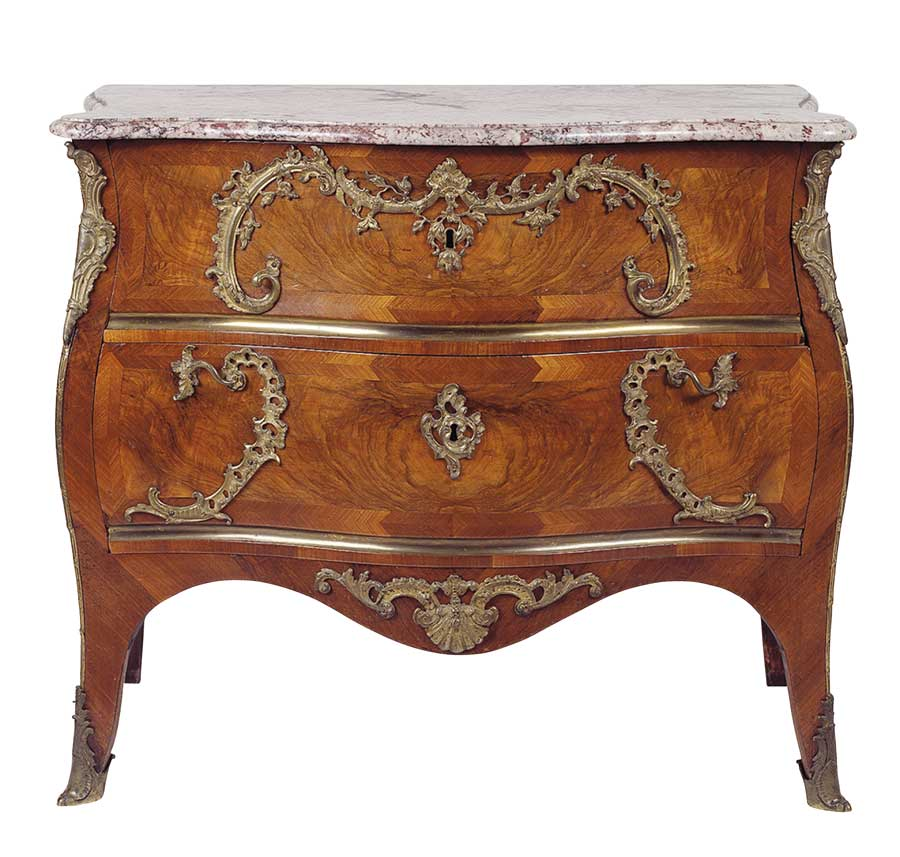
Cómoda con falsos travesaños de bronce, hacia 1760, atribuida al taller de Mathäus Funk en Berna. (Museo de la cultura viva bernesa de los siglos XVII al XIX, palacio Jegenstorf).

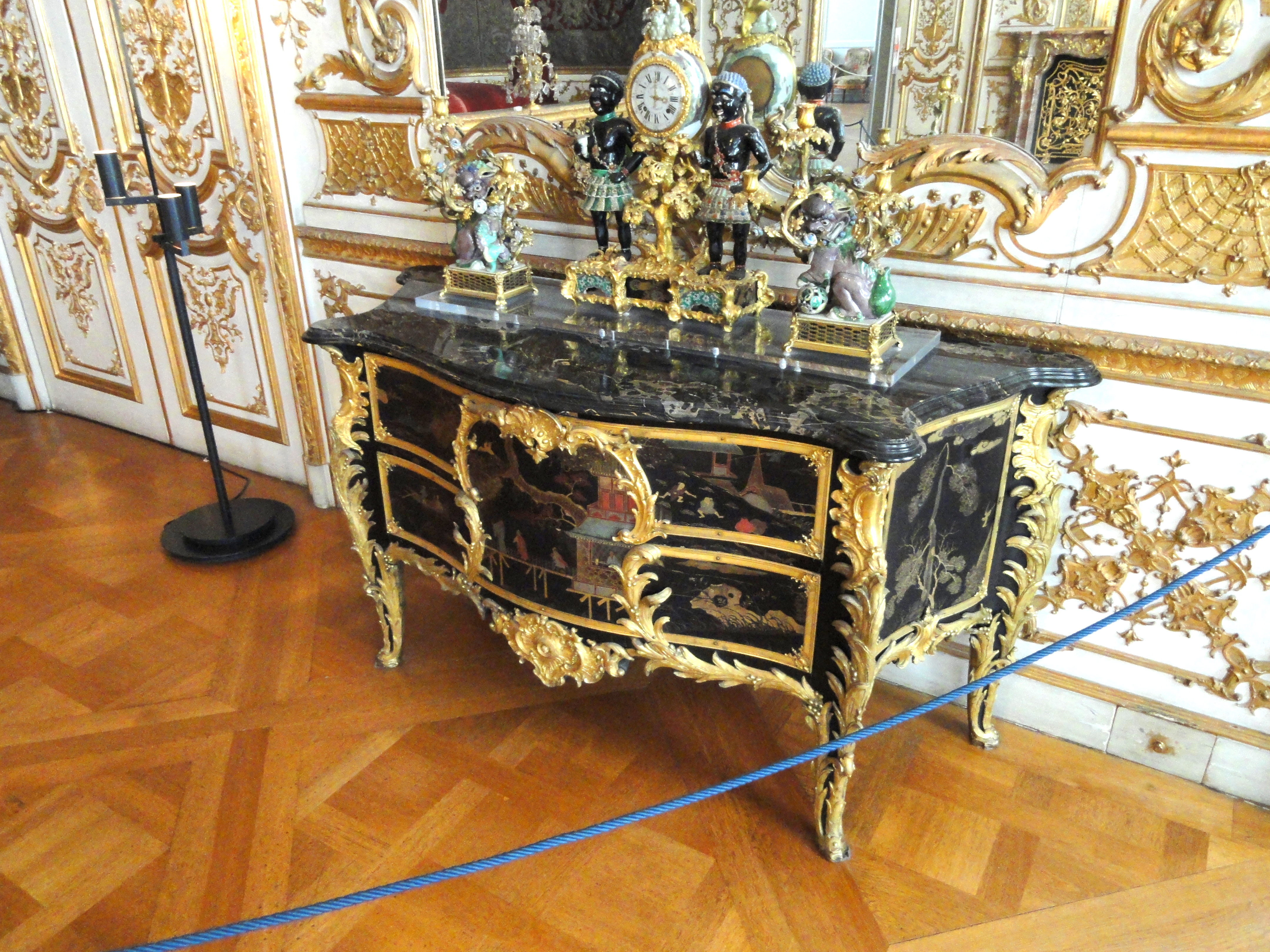
Cómoda de estilo chinoiserie con incrustaciones de laca asiática y frente curvo en forma de yugo del taller de Bernard Van Riesen Burgh d. J. (1700-1760), París, hacia 1730/1733. (Residencia de Múnich).

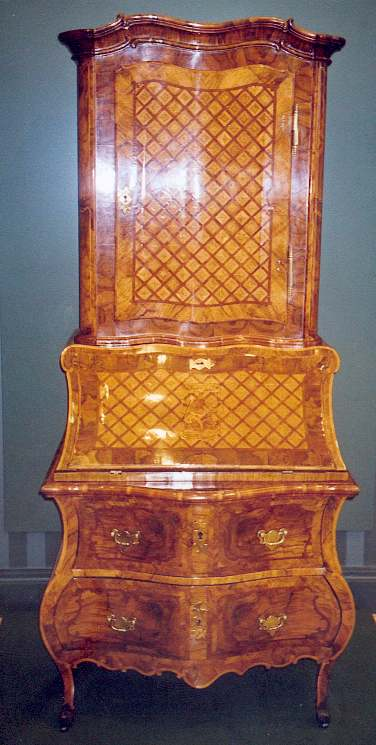
Mueble de escritura del fabricante de muebles alemán Abraham Roentgen (1711-1793), compuesto por una cómoda, un escritorio y un armario adjunto, hacia 1750.

Uno de los primeros fabricantes de cómodas francesas fue André-Charles Boulle (1642-1732), cuyo modelo entregado al Gran Trianón en 1708 (llamado “oficina” por el taller) ilustra la tendencia barroca a ocultar la funcionalidad detrás de formas complejas.  A primera vista, los muebles con cajones de Boulle, que han sido realizados varias veces, recuerdan a un cofre colgante, posiblemente inspirado en las cajas colgantes de los carruajes de la época.
En general, los franceses diferenciaban entre dos tipos principales, las grandes cómodas, más pesadas, que se apoyaban contra la pared, y las petites commodes, pequeños muebles de mesa con varios cajones uno debajo del otro, que también se colocaban en el centro de la habitación.  Aparte del estilo de diseño de Boulle, la forma general de las grandes cómodas era todavía más o menos cuadrada a principios del siglo XVIII. Las variaciones afectaron principalmente a las esquinas, que en la zona inferior eran prismáticas o curvadas hacia afuera como continuación de las patas, a veces también sobresaliendo como un cierre al estilo Boulle. La joyería se centró en los herrajes y especialmente en la marquetería, que hacia 1700 incluía no sólo maderas preciosas sino también otros materiales, principalmente bronce, en los suntuosos muebles.
La forma de la cómoda comenzó a volverse mucho más compleja durante la Regencia. Una variante estilística fue la cómoda en tombeau, que en su forma más pronunciada, con sus lados abultados hacia arriba que recuerdan a los cassoni, recuerda a las cómodas del Renacimiento italiano.
El disfraz de funcionalidad, característico del Barroco tardío, se complementó cada vez más con la ilusión de funciones falsas: placas de llaves sin ojo de cerradura, cajones con puertas delante o puertas diseñadas como cajones formaban parte de la sofisticación. Los travesaños horizontales que separan visualmente los cajones se eliminaron, se ocultaron detrás de los paneles de los cajones o se simularon con aplicaciones donde no existían. El uso de vigas se convirtió en el estilo individual de algunos fabricantes de muebles, como el bernés Mathäus Funk (1697-1783), que prefirió realzarlas con rieles metálicos fingidos.
Una característica especial del rococó era el combado de las cómodas: una repetición suavemente arqueada de la forma de las esquinas en el centro del frente y, a veces, también en los lados. Fue uno de los muchos elementos rítmicos del lenguaje formal rococó, cuando se intentó transferir lo melódico a lo visual, de modo que la descripción "bombée" sólo hace justicia a un aspecto parcial del diseño.
Se han establecido varios estándares para la curvatura del frente de la cómoda del barroco tardío, incluido, a menudo además de la curvatura, el frente que se curva como un yugo cuando se ve desde arriba. A menudo era variada y, por ejemplo, recordaba la forma de una ballesta, llamada en francés “en arbalète” . Cuantas más curvas tenía la superficie, más se destacaba el esmalte. Una peculiaridad estilística que probablemente tuvo su origen en Frankfurt es la “cómoda ondulada”, que apenas estaba decorada con herrajes, sino que estaba diseñada con formas onduladas más pronunciadas. El estilo, que alcanzó su apogeo hacia 1740, también estaba muy extendido en Zúrich. 
A medida que el clasicismo predominante en Inglaterra comenzó a dominar cada vez más el estilo francés en toda Europa occidental en la segunda mitad del siglo XVIII, el diseño de la cómoda se redujo a formas estrictamente geométricas. La sección frontal, nuevamente simplificada, se enriqueció como máximo con un saliente central , un pequeño saliente angular en el medio. Estas cómodas se denominan en Francia “commodes à ressaut” . Otro diseño preferido por el clasicismo fue la forma semicircular general vista desde arriba, llamada “media luna” en francés. Para el complejo diseño de las secciones frontales, los cajones de las cómodas clasicistas se cubrían más que antes con puertas batientes o correderas. También estaba muy extendida la cómoda à vantaux , la "cómoda alada" , en la que la cómoda estaba flanqueada por armarios o viceversa, aunque aquí las puertas a menudo sólo servían como "telón de fondo" para los cajones.
Las pequeñas cómodas del siglo XVIII incluían, sobre todo, el chiffonnier más estrecho (chiffonnier francés), inicialmente una mesita con patas más largas y algunos cajones para guardar paños ligeros (chifones) debajo de la hoja. Más tarde, en Francia se crearon chifoniers más altos y con más cajones, después de que la versión estrecha de la cómoda ya estuviera muy extendida en Inglaterra.
Cabe destacar un trumeau, a menudo llamado "cómoda de pilar" en alemán . Se dice que esto se debe a que los muebles se colocaron en las secciones cortas de las paredes entre las ventanas (los pilares). Más allá de si tiene sentido la traducción del francés "pilar", el espacio se reservó para muebles bajos, principalmente consolas, para no oscurecer la habitación con muebles altos tipo caja. Una forma especial de cómoda es la semainier , que consta de siete cajones y se eleva por encima de la altura de la mesa, apareciendo en Francia en el período estilístico de la Transición y en otros países durante el Imperio. En Alemania se le llama "cómoda semanal", a menudo con la explicación de que en cada uno de los siete cajones se guardaba la ropa interior para un día de la semana. También se construyeron cajoneras altas de este tipo, armarios con una puerta disfrazada de cajón falso.
En el siglo XVIII las cómodas se combinaban a menudo con otros tipos de muebles. Los anexos eran estanterías, vitrinas y armarios, estos últimos a menudo con una puerta en el centro, flanqueados por numerosos cajones, a menudo llamados "anexos de tabernáculo", al estilo del mercado de antigüedades posterior. Esto probablemente se debe a la posición central elevada, mientras que el gabinete en ningún caso se usó como altar doméstico, aunque tal abuso de propósito ocurrió ocasionalmente en los gabinetes italianos del Renacimiento, los stipi di bambocci. 
Las cajoneras también servían como muebles de escritura, para ello en el siglo XVIII estaban equipadas principalmente con un accesorio de secretaria que, con su tapa inclinada, corresponde a la parte superior del escritorio, el buró en pente francés. Estas cómodas también eran muy populares en los países de habla alemana y a menudo estaban provistas de un segundo accesorio, a menudo con un mueble tipo armario que tenía un armario en el medio. Estos muebles de escritura de tres partes ahora se denominan a veces A-trois-corps, aunque se evita el género del neologismo afrancesado (y desconocido en Francia).
Otro tipo de cómoda para escribir, que oculta un secretario en lugar del cajón superior, se generalizó en el siglo XVIII, especialmente en Inglaterra; Sin embargo, como se mencionó anteriormente, el tipo ( escritorio de mayordomo ) es mucho más antiguo y proviene del norte de Italia. Los ingleses denominan baúl de soltero al tipo de arcón para escribir más sencillo, que inicialmente estaba equipado con una hoja adicional que se desplegaba hacia delante. La superficie de escritura abierta se mantuvo horizontal mediante soportes de empuje. Cuando se pusieron de moda los paneles adicionales extraíbles en los muebles, la superficie de escritura del "cómoda de soltero" ya no era plegable sino retráctil.

## Tipología
Muy abundante y variada, desde los casi innumerables modelos clásicos hasta las piezas más funcionales, como la cómoda escritorio, con un tablero abatible sobre el juego de cajoneras, o el mueble conocido como cómoda de soltero muy popular en Inglaterra e Italia.

### Tipos clásicos

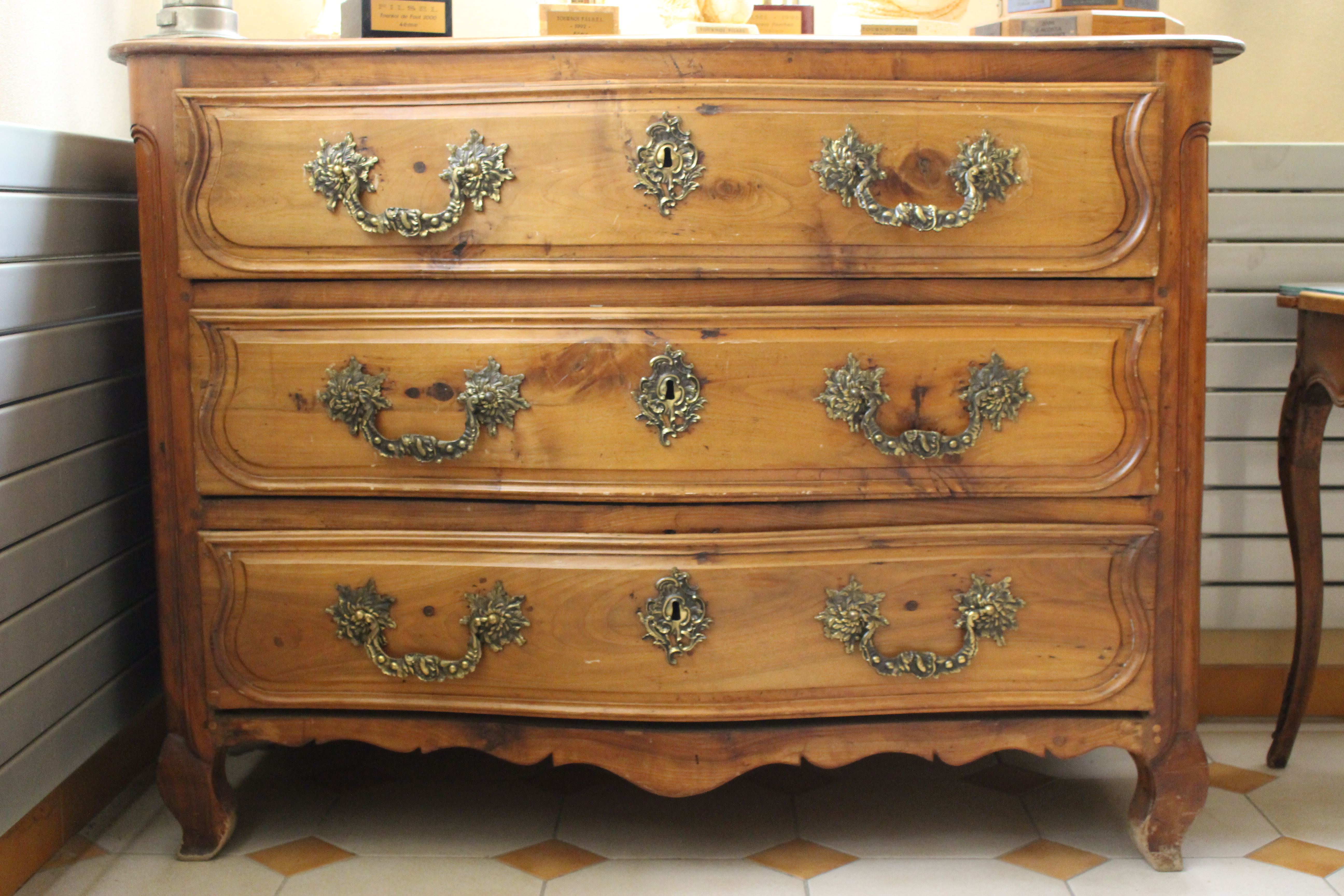
Cómoda estilo Luis XV

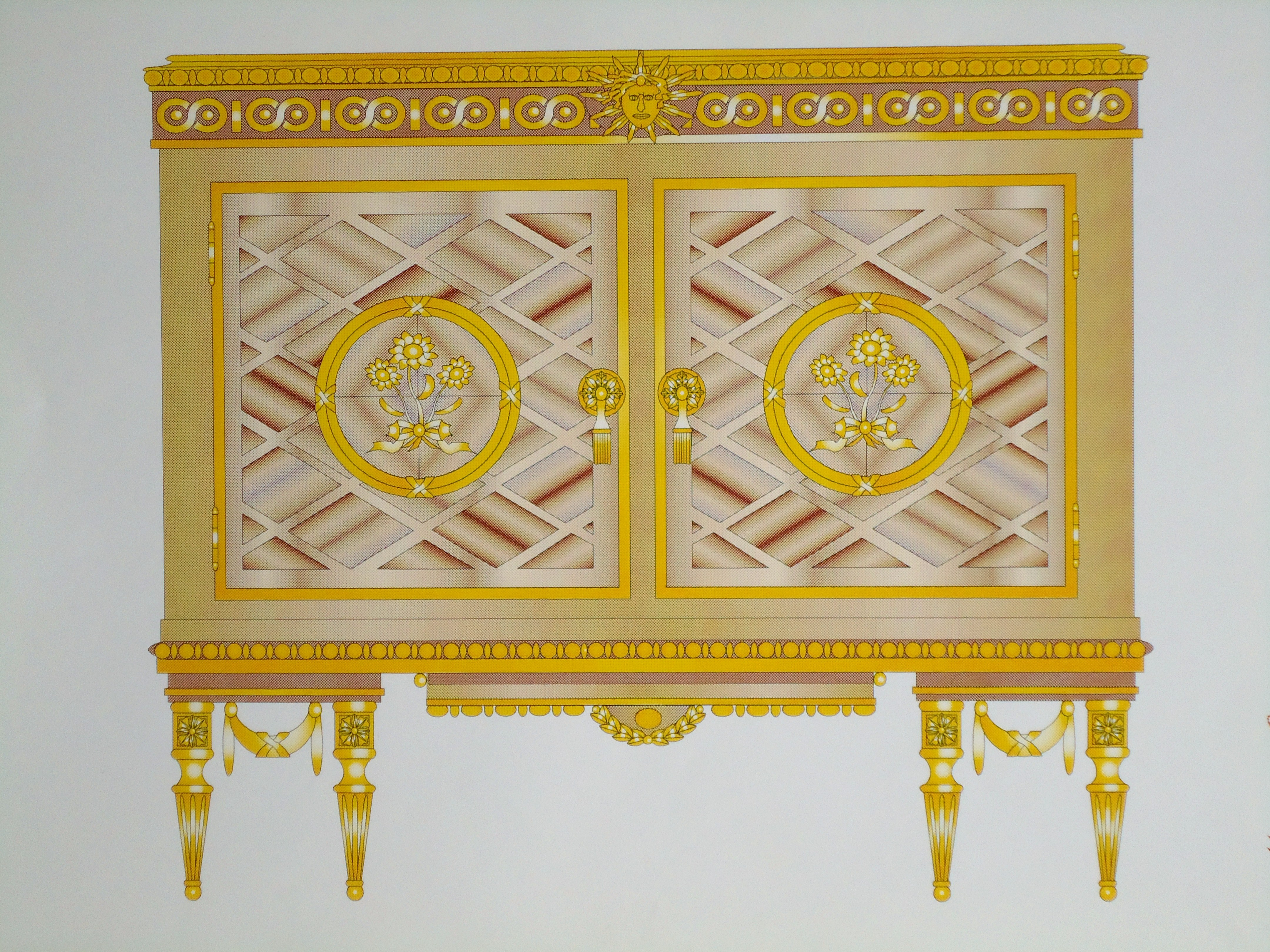
Cómoda estilo Luis XVI (diseño por ordenador).

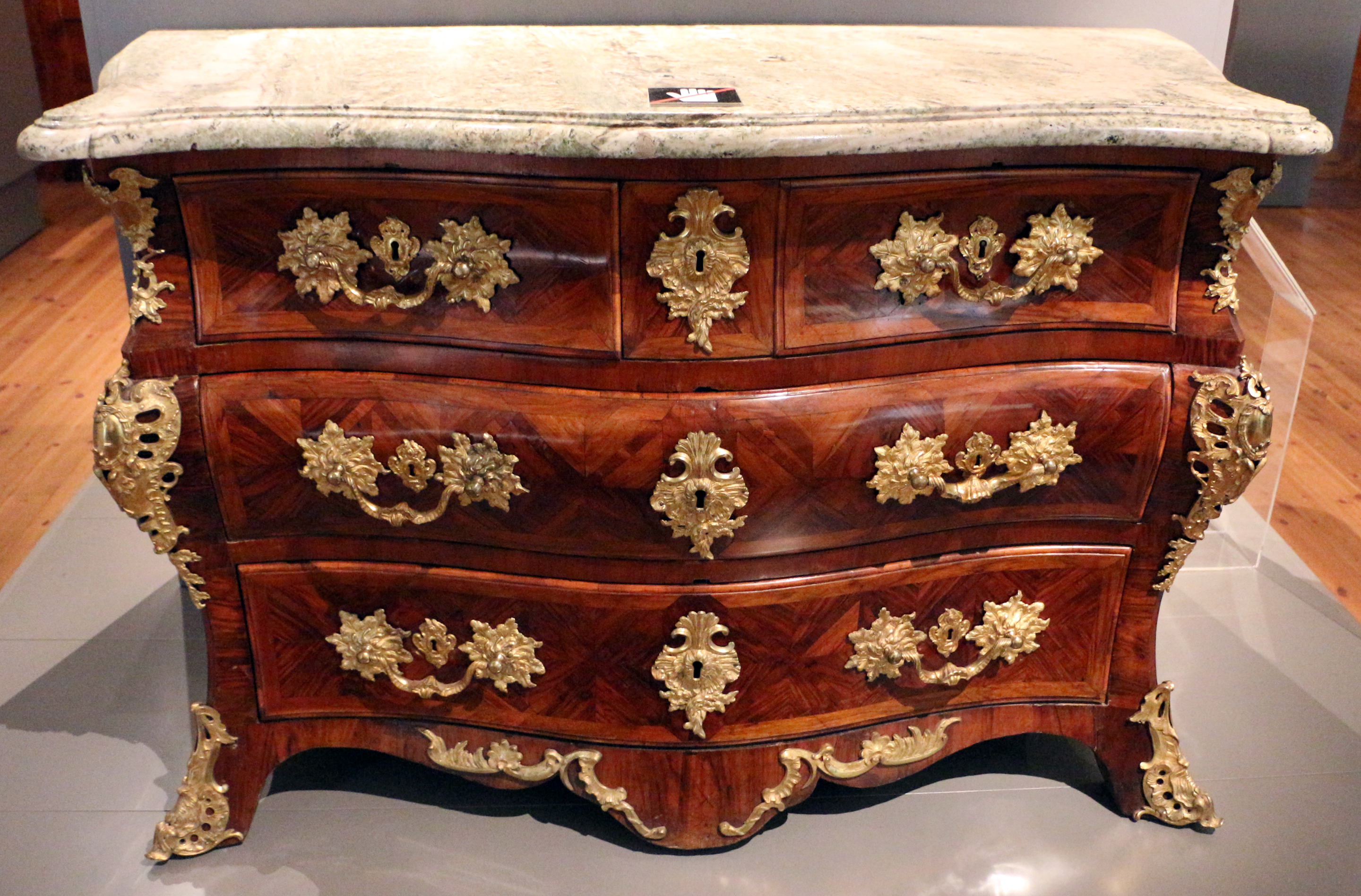
Cómoda rococó

- Estilo Luis XV, cuyo modelo más común es la cómoda de dos tiradores. Uno de sus prototipos más atractivos es la commode Chiffonniere, menuda, estrecha y con travesaños entre los tres cajones. Otro ejemplar interesante es la commode Régence, un mueble panzudo con fallebas de bronce dorado en las esquinas y bronces en pies y sus tres filas de cajones separados por travesaños, con los montantes y el frontal muy perfilados.
- Estilo Luis XVI, el mueble adquiere forma de 'V' con un cajón largo y estrecho arriba y dos más debajo de la misma longitud pero más estrechos; las patas se estilizan en un estilo denominado "a la griega". Suele presentar mesa de mármol y marquetería de Berain, con adornos de cobre y concha de tortuga y talla de madera teñida con flores de jazmín. Con Luis XVI se pone de moda también la "cómoda de media luna" con un frontal abombado y abundantes compartimentos o estantes.
- A partir de la segunda mitad del siglo XVIII en Francia, entre 1760 y 1775 (a las puertas de la Revolución Francesa), las cómodas pierden su sensualidad decorativa, y el primitivo taraceado floral estilo Luis XV da paso a grecas y motivos romboidales o cúbicos. Progresivamente han ido ganando presencia las líneas rectas, con patas más cortas y, en ocasiones, un cajón suplementario en el faldón. Otras veces presenta un astrágalo de bronce dorado, separando los cajones del travesaño superior y consiguiendo un efecto de mayor ligereza. También desaparecen los bronces o se hacen más sobrios.
- El Estilo reina Ana, en la Inglaterra del siglo XVIII, puso de moda la "cómoda de soltero", con su parte superior plegable, que puede abrirse y usarse como mesa para escribir.[12]
- Hacia 1730, el ebanista Charles Cressent, diseñó un modelo con un solo travesaño entre los dos cajones y con ornamentación tallada de amorcillos, máscaras y guirnaldas de flores y frutas. El prototipo pasó al norte de Italia con el nombre de commode a bambocci llegando a ser muy difundido en Liguria y Toscana y Lombardía. En los modelos italianos, son frecuentes los "pies de ménsula, con doble voluta de acanto o de garra de león u otro animal", y disponen de espejos frontales o laterales adornados con complicadas molduras o encastrados, con "tiradores de hierro forjado o de bronce o paneles en forma de cabeza tallada en la madera".[11]
- La llamada cómoda de estilo imperio –con un aspecto más macizo– recuperó la estética tradicional de los tres cajones con travesaños entre sí, frente de líneas rectas y "pies de garra y montantes rectos con cabezas de esfinge o de columnas separadas". La cómoda Carlos X conservaría ese perfil macizo reforzado además con el uso de maderas amarillas (olmo, arce, limoncillo) y decorado con encajes de marqueterías oscuras. Mucho más sencilla y burguesa será la commode Luis Felipe, similar a un arca con travesaño superior "de garganta" que oculta un cajón. Completan su aspecto general una encimera de mármol claro y un chapado de caoba o de cerezo silvestre.[11]
- Aunque  con el Estilo victoriano, se popularizan las cómodas altas y con espejo, en la Inglaterra de finales del siglo XIX, se puso de moda la cómoda de barco (military chest) de madera de arce o caoba, con dos cofres superpuestos y cajones adornados con sencillos tiradores de cobre. Podía disponer asimismo de un panel abatible, a modo de escritorio, sobre el tablero.
- Todavía en pleno siglo XX, el estilista Ruhlmann puso de moda en la segunda mitad de los años 20 una cómoda en forma de cofre abombado y ebanistería fina sobre esbeltas patas. El capricho del diseñador aparecía en abierta oposición al prototipo popular de madera maciza (cerezo, manzano, etc.), sin apenas taraceado y sencilla encimera de madera.

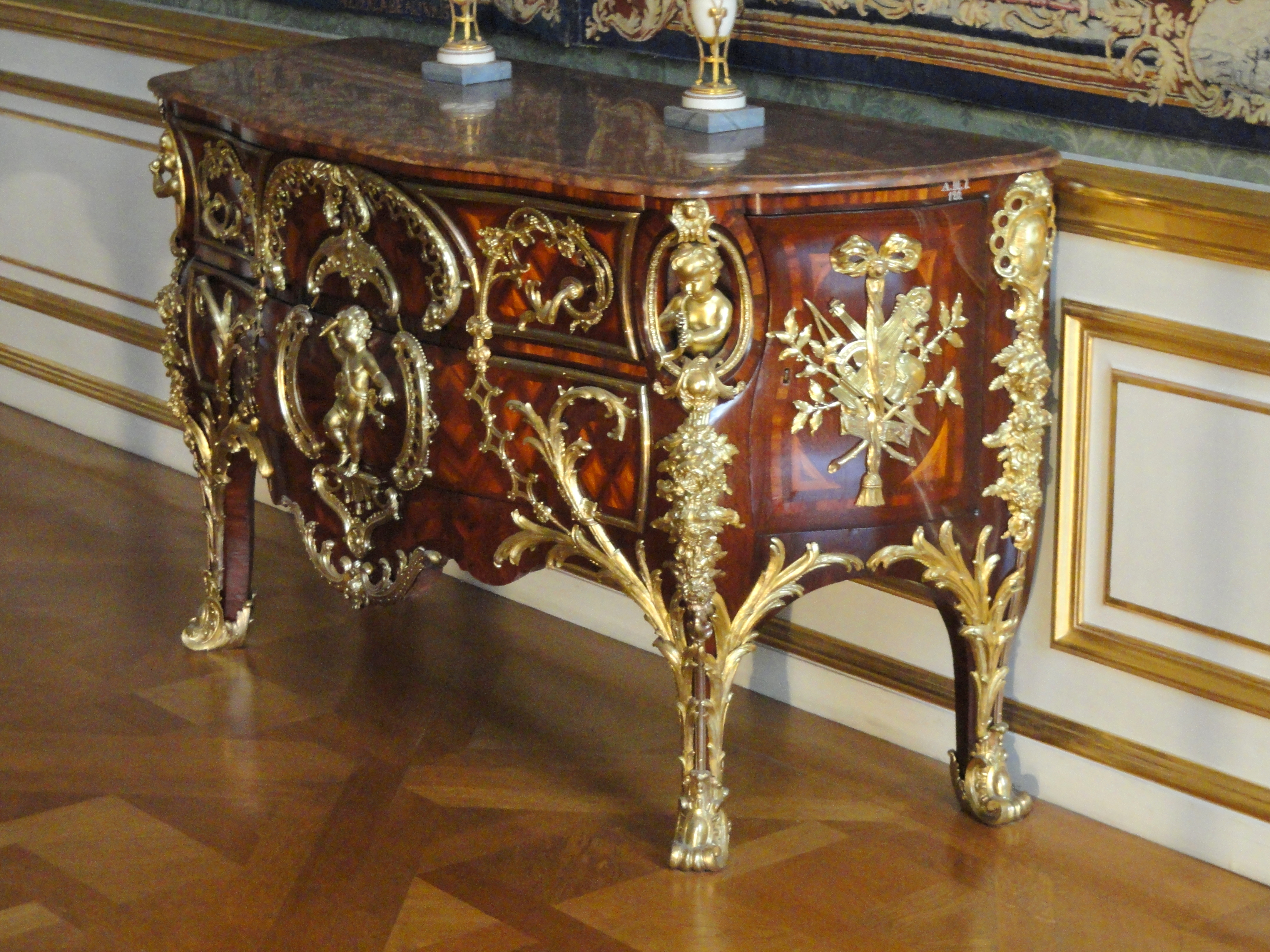
Cómoda con  orejas de Charles Cressent: pies adornados de bustos de mujeres jóvenes sonrientes, llamadas espagnolettes.
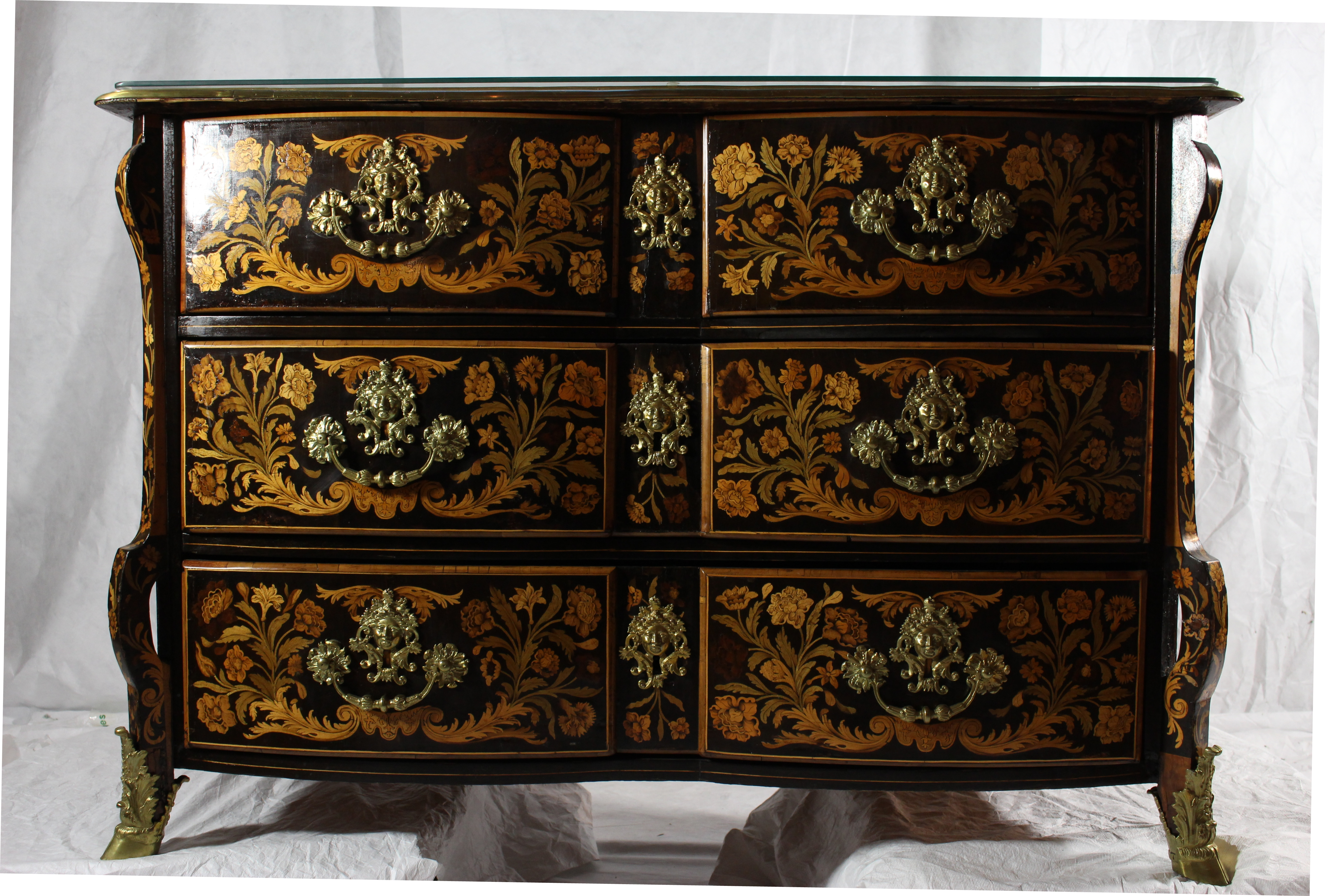
Cómoda llamada Mazarine. Museo des Hospices Civils de Lyon.
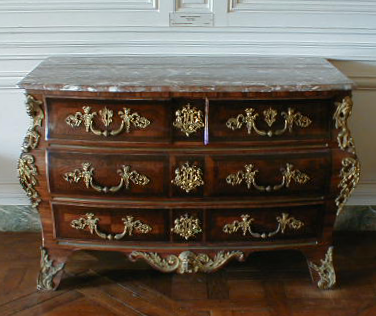
Cómoda de madera de palisandro con tres filas de cuatro cajones..
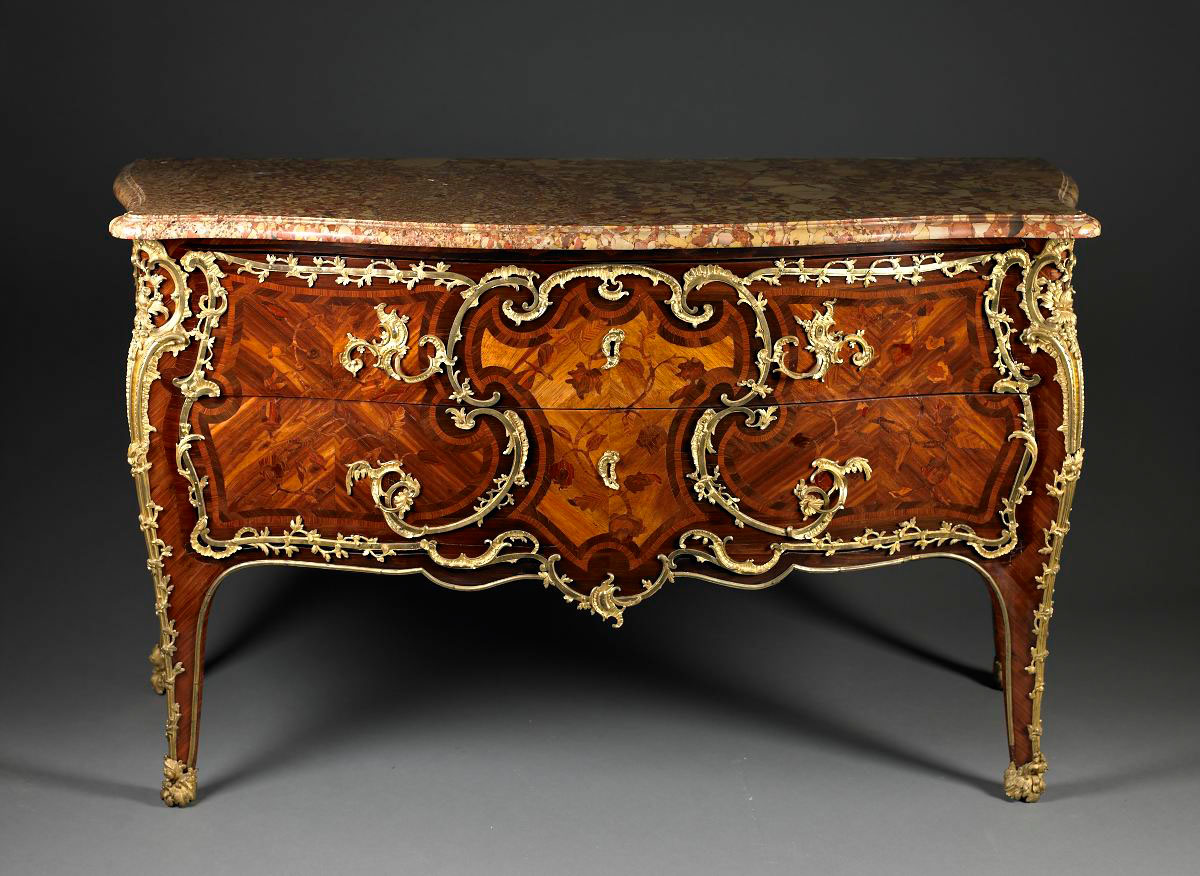
Cómoda de época Luis XV con dos filas de cajones en el frente con el sello del ebanista Jacques Dubois.
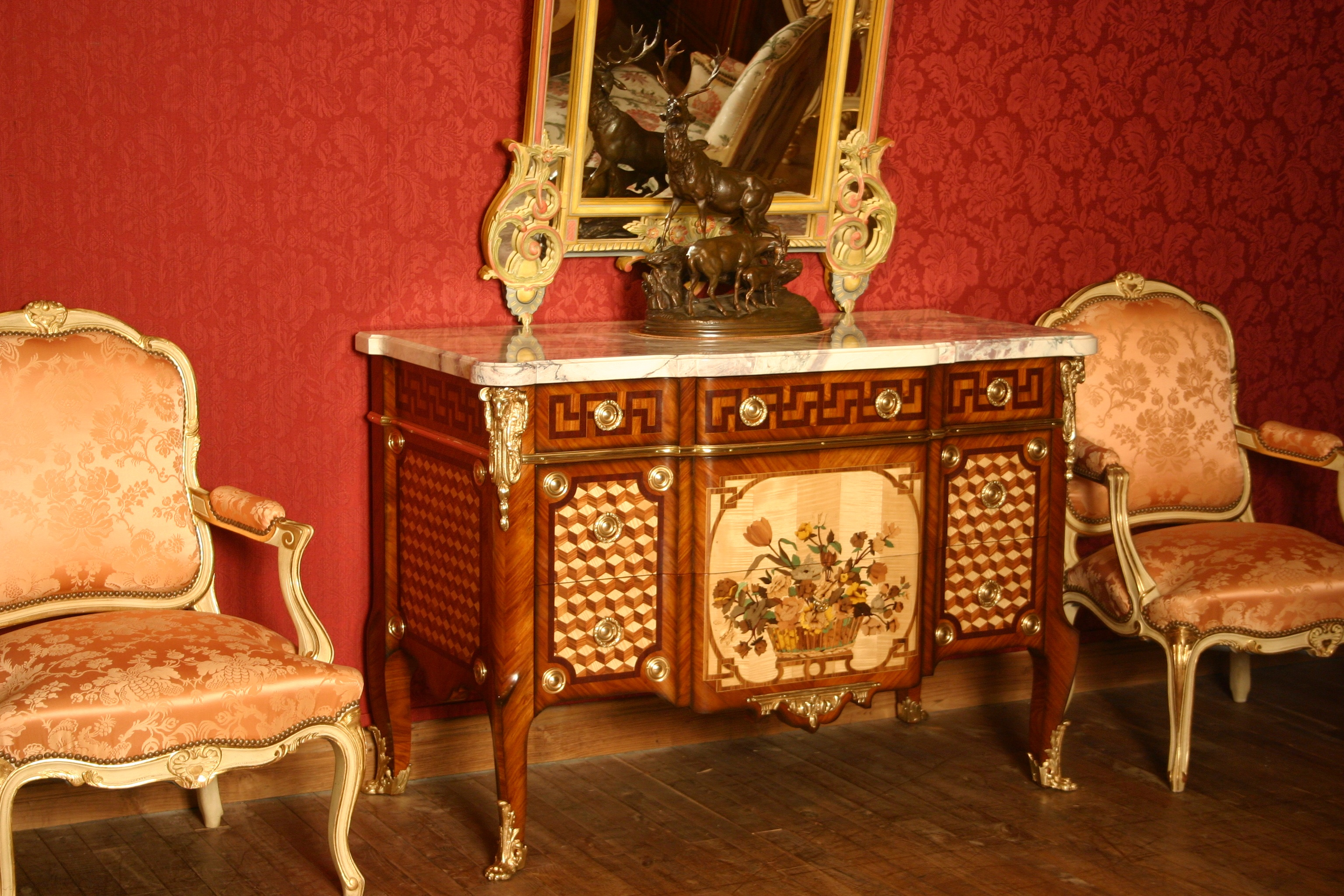
Copia de una cómoda con marquetería del maestro ebanista Jean-François Oeben, de estilo Transición (Réplica realizada por los Ateliers Allot Frères).
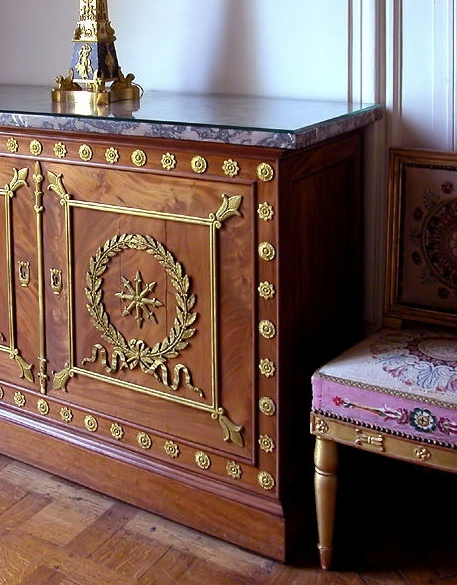
Cómoda imperio con cajones ocultos por dos hojas, similar a un aparador.
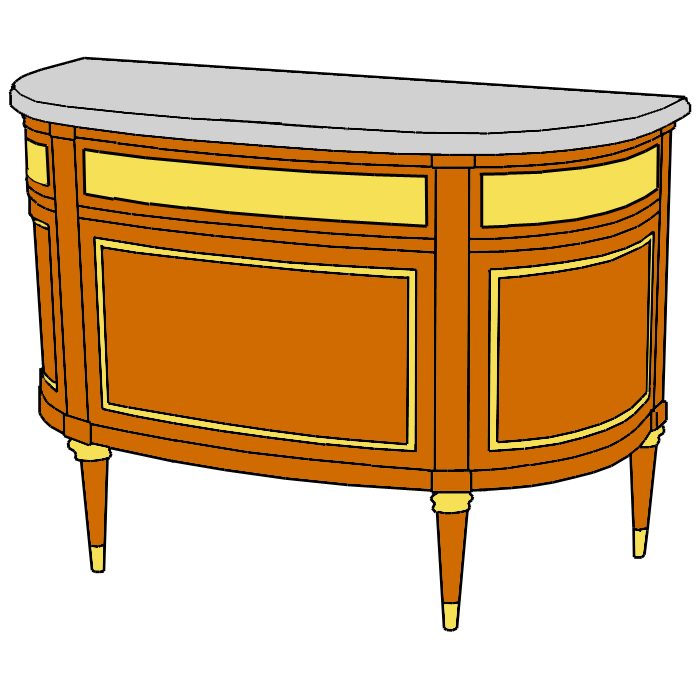
Cómoda con forma frontal de media luna con puertas laterales.
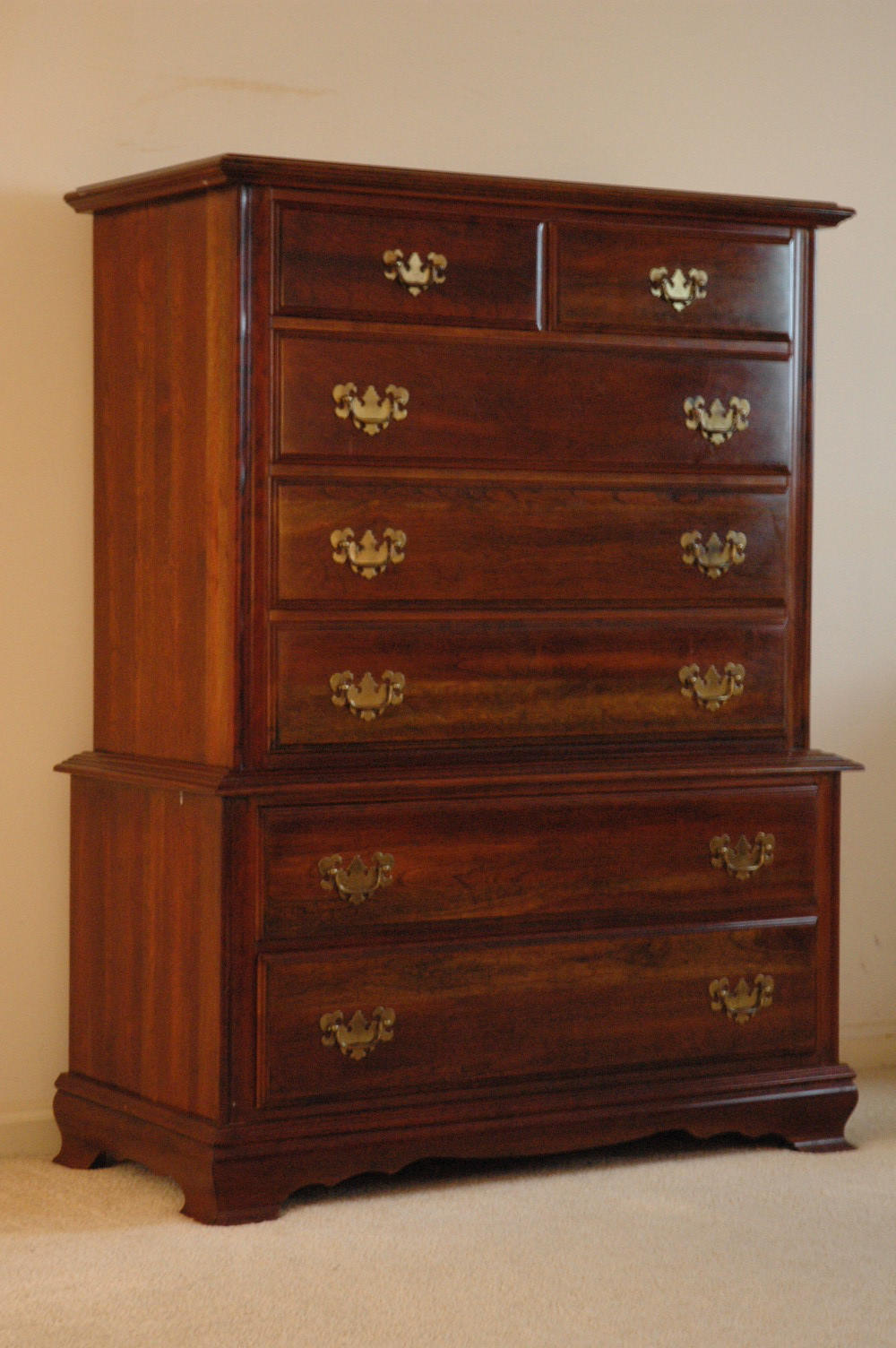
Cómoda conformada únicamente de cajones.